# Контарини, Франческо
Франческо Контарини (итал. Francesco Contarini; 28 ноября 1556, Венеция — 6 декабря 1624, Венеция) — 95-й венецианский дож, четвёртый по счёту родом из знатного венецианского рода Контарини. Он был у власти лишь четырнадцать месяцев (из которых последние шесть был болен) и, следовательно, период его правления не являлся очень важным для Венецианской республики.

## Биография
Франческо происходит из ветви семьи Контарини под названием "Порта ди Ферро", которая обогащалась благодаря торговле с Англией. Он родился в Венеции в 1556 году (по другим источникам — в 1554) и был старшим сыном Бертуччи ди Франческо Контарини (1573 — 1576) и Лауры ди Марко Дольфин. Однако его родители умерли, когда он был ещё совсем юным, оставив его сиротой. У него было три брата: Джованни (1558 — 1620), в будущем ставший главой Совета десяти, Дольфин (1559 — 1587) и Николо (1563 — 1648), тоже в дальнейшем занявшие эту должность .
Контарини принадлежал к богатой семье и унаследовал значительное состояние, поэтому он мог позволить себе хорошее образование и путешествия по миру. Он изучил риторику, философию и право в Падуанском университете. Прежде чем стать дожем, Франческо представлял Венецианскую республику при многих европейских дворах, в том числе в Риме (король Франции Генрих IV даже наградил его титулом рыцаря). Он был богатым, образованным и очень умным и считается одним из лучших дипломатов Венецианской республики. Человек изысканных манер и бесспорной честности, он всегда ставил интересы государства выше своих собственных. Он не был женат и не имел детей.

## Правление

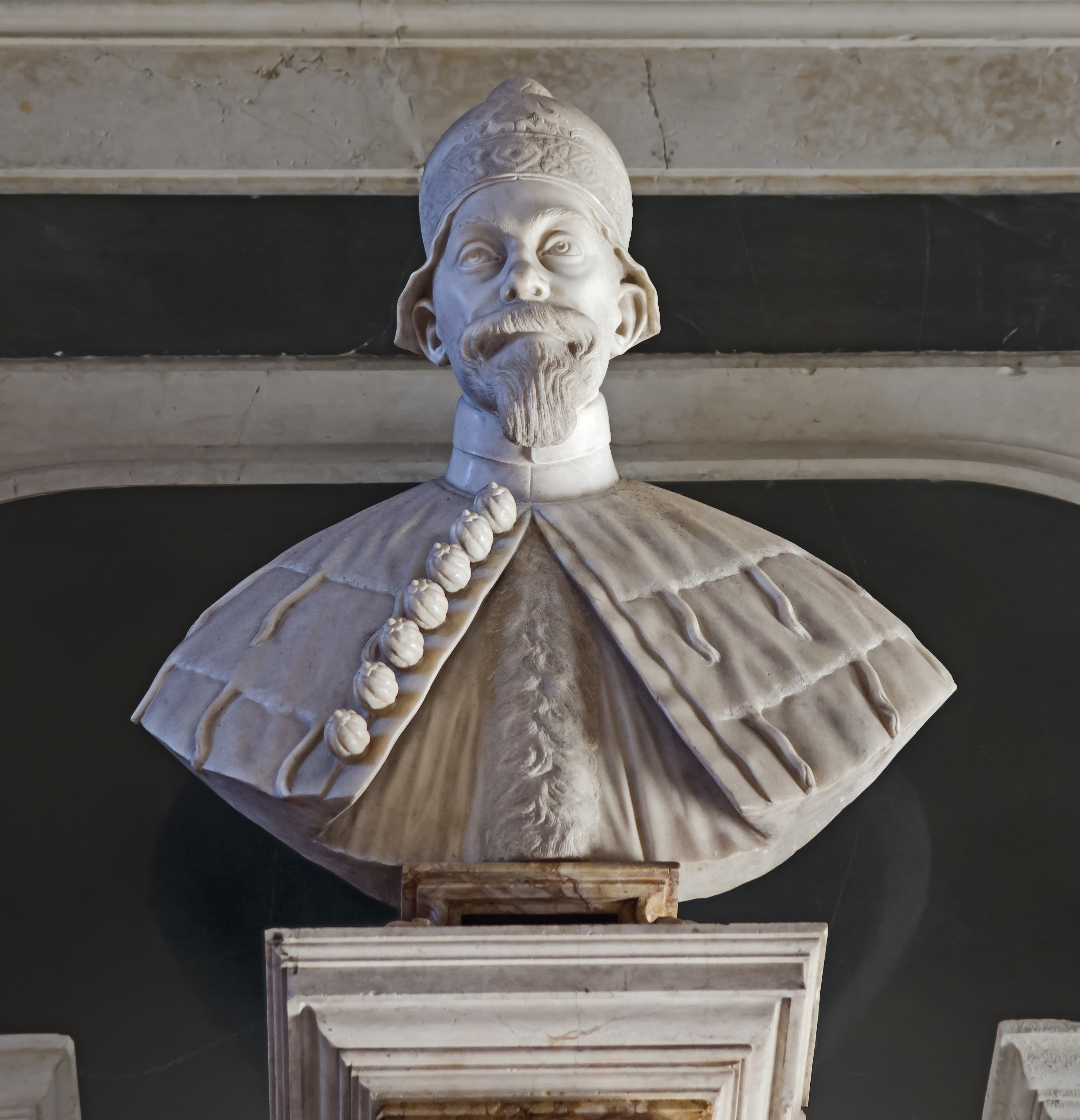
Бюст дожа в семейной часовне в церкви Сан-Франческо делла Винья

До того, как стать дожем, Франческо Контарини занимал должность прокуратора Сан-Марко.
После смерти дожа Антонио Приули 12 августа 1623 года, на пост его преемника не было очевидного претендента. Вскоре после начала голосования, избиратели зашли в тупик. Контарини не особенно хотел занимать этот высокий пост, но был вынужден согласиться, когда после 79 туров голосования не удалось прийти к согласию. Он вступил на должность 8 сентября.
За время правления Контарини не произошло ничего примечательного. Его правление исчерпывалось участием во многих фестивалях, как это было обычным для дожей в те времена. Тридцатилетняя война проходила удачно для Венеции, хотя сам дож не принимал участия в боевых действиях. Также одна из комнат во Дворце дожей была украшена фресками Джакомо Пальма Младшим.
Когда Франческо Контарини был избран дожем, ему было всего 67 — сравнительно молодой возраст для должности,которую обычно занимали восьмидесятилетние. Тем не менее, он заболел через 12 месяцев после своего избрания. Он умер 6 декабря 1624 года после длительной болезни и был похоронен в церкви Сан-Франческо делла Винья.
За время своего короткого правления, Франческо Контарини так и не смог повлиять на работу государственного аппарата.